# Xbox One
Xbox One ime je za igraću konzolu osme generacije koju je razvila američka tvrtka Microsoft. Najavljena je 21. svibnja 2013. godine i nasljednica je igraće konzole Xbox 360. Na tržištu se natječe sa Sonyjevom konzolom PlayStation 4 i Nintendovim Switchem.
Xbox One napušta računalnu arhitekturu temeljenu na PowerPC-u korištenu u Xboxu 360 i vraća se na arhitekturu x86, korištenu i u prvom Xboxu. Sadrži AMD-ov procesor Accelerated Processing Unit temeljen na skupu naredbi x86-64. Upravljač (engl. controller) Xboxa One je redizajniran u odnosu na upravljač Xboxa 360. Stavljen je veći naglasak na računarstvo u oblaku i društvene mreže, te su dodane mogućnosti snimanja igre i dijeljenja snimki igre u stvarnom vremenu na servisima kao što su Mixer i Twitch.tv. Igre se mogu igrati kada je korisnik udaljen od same konzole pomoću lokalne mreže na podržanim računalima sa sustavom Windows 10. Podržani su Blu-ray optički diskovi i prikaz televizijskog programa digitalne zemaljske televizije. Konzola opcionalno dolazi s redizajniranim Kinectom, zvanim "Kinect 2.0" u marketinškim materijalima, koji podržava poboljšano praćenje pokreta i prepoznavanje govora.
Kritičari su uglavnom pozitivno doživjeli novi upravljač, multimedijske mogućnosti i upravljanje govorom. Hvalili su kako je konzola pouzdanija od prethodne zbog novog dizajna koji čini konzolu tišom i hladnijom. Kritizirana je niža razina grafike igara u odnosu na PlayStation 4, kao i neituitivno grafičko sučelje. Naknadna softverska ažuriranja donijela su pozitivne promjene u sučelju.
Originalni Xbox One zamijenio je Xbox One S 2016. godine. Xbox One S manji je u odnosu na prvu inačicu i donosi podršku za HDR10 i reprodukciju videosadržaja u 4K rezoluciji. U studenom 2017. godine izdana je nova inačica s nadograđenim hardverom, Xbox One X, koja donosi podršku za igre u 4K rezoluciji.

## Inačice

### Xbox One "Fat"
Prvi Xbox One iz 2013. U početku je bio dostupan samo s 500 gb prostora i Kinectom, no kasnije je dostupan i model s 1 tb prostora i model bez Kinecta. Terabajtni Xbox One izdan je 16. lipnja 2015. i dolazi s novim kontrolerom, a u nekim tržištima i s Halo: The Master Chief Collection ili Gears of War: Ultimate Collection kolekcijom igara.

### Xbox One S
Xbox One S je manja "slim" verzija Xbox One konzole. Xbox One S podržava HDR (High Dynamic Range), no nema ulaz za Kinect. Po specifikacijama je identičan originalnom Xbox One-u. Najavljen je na E3 2016., a prodaje se od kolovoza te godine. 

### Xbox One X
Xbox One X najnovija je inačica Xboxa One, izdana u studenom 2017. godine. Najavljena je na E3 2016. kao Project Scorpio.

## Igre
Neke od važnijih ekskluzivnih igara su: Forza Motorsport 5, Forza Motorsport 6, Forza Horizon 2, Forza Horizon 3, Halo: The Master Chief Collection, Halo 5: Guardians, Rare Replay, Sunset Overdrive,Dead Rising 3, Dead Rising 4, Halo Wars 2, Gigantic, Ori and the Blind Forest, Quantum Break, Ryse: Son of Rome i Titanfall.
Nadolazeće ekskluzivne igre: PlayerUnknown's Battlegrounds (na neko vrijeme), Crackdown 3, Cuphead, Forza Motorsport 7, Ori and the Will of the Wisps, Sea of Thieves i State of Decay 2.

## Vanjske poveznice
- Službena stranica